# Андерсон, Ник
Нельсон «Ник» Андерсон (англ. Nelison "Nick" Anderson, род. 20 января 1968 года) — американский профессиональный баскетболист. Во время учёбы в университете Иллинойса играл за баскетбольную команду, с которой доходил до финала четырёх NCAA в 1989 году. С 1989 по 2002 годы выступал в Национальной баскетбольной ассоциации, где большую часть карьеры провел в «Орландо Мэджик». В настоящее время работает в «Мэджик».

## Профессиональная карьера
Андерсон был выбран на драфте НБА 1989 года в первом раунде под общим 11 номером клубом «Орландо Мэджик», став первым в истории команды выбором на драфте.
В новой команде Андерсон стал одним из лидеров, а в сезоне 1991/92 годов — самым результативным игроком клуба. Однако в первые годы «Мэджик» не добивались хороших результатов, что позволило им в следующие несколько лет заполучить на драфте несколько высококлассных игроков. С их приходом Андерсон перестал быть ключевым игроком нападения, однако оставался членом стартового состава. 23 апреля 1993 года в матче против «Нью-Джерси Нетс» он установил личный рекорд результативности, набрав 50 очков. Он также был одним из лидеров команды по трёхочковым броскам.
В сезоне 1994/95 годов «Мэджик» впервые добились успехов, став чемпионом Атлантического дивизиона и впервые выйдя в плей-офф. В полуфинале Восточной конференции Орландо встречались с «Чикаго Буллс» с вернувшимся после непродолжительной бейсбольной карьеры Джорданом. В конце первой игры Андерсон выбил из-за спины Джордана мяч, что привело к победному броску его команды. В плей-офф «Мэджик» дошли до финала НБА, где встретились с «Хьюстон Рокетс». В конце первой игры серии «Мэджик» имели перевес в три очка и Андерсон мог увеличить этот разрыв, однако промахнулся четыре раза подряд со штрафной линии. «Рокетс» же реализовали трёхочковый бросок и перевели встречу в овертайм, и, в итоге, одержали победу не только в этом матче, но и во всей серии. Из-за этого инцидента болельщики «Мэджик» дали Андерсону прозвище «Ник — кирпич» (англ. Nick the Brick) и «Кирпич Андерсон» (англ. Brick Anderson).
После этого финала Андерсон провёл еще два сезона на хорошем уровне, однако вскоре его игра стала ухудшаться. Он неожиданно стал плохо реализовывать штрафные броски, а его реализация бросков с игры упала до 40 %. И, несмотря на несколько хороших серий выступлений, по окончании сезона 1998/99 годов он был обменян в «Сакраменто Кингз». На момент ухода из команды Андерсон был последним игроком «Мэджик» из их первого состава, а также самым результативным игроком за всю историю клуба.
В Сакраменто Ник отыграл два сезона. Его статистические показатели сильно упали и, если в первом сезоне за «Кингз» он отыграл 72 игры, то во втором всего 21. В 2001 году он перешёл в «Мемфис Гриззлис», где провёл свой последний сезон в НБА.
По завершении игровой карьеры он стал работать в отделе общественных отношений «Мэджик», а также комментатором на канале Fox Sports Florida.

## Статистика

### Статистика в НБА
| Сезон                                                                                    | Команда    | Регулярный сезон | Регулярный сезон | Регулярный сезон | Регулярный сезон | Регулярный сезон | Регулярный сезон | Регулярный сезон | Регулярный сезон | Регулярный сезон | Регулярный сезон | Регулярный сезон | Серия плей-офф | Серия плей-офф | Серия плей-офф | Серия плей-офф | Серия плей-офф | Серия плей-офф | Серия плей-офф | Серия плей-офф | Серия плей-офф | Серия плей-офф | Серия плей-офф |
| Сезон                                                                                    | Команда    | GP               | GS               | MPG              | FG%              | 3P%              | FT%              | RPG              | APG              | SPG              | BPG              | PPG              | GP             | GS             | MPG            | FG%            | 3P%            | FT%            | RPG            | APG            | SPG            | BPG            | PPG            |
| ---------------------------------------------------------------------------------------- | ---------- | ---------------- | ---------------- | ---------------- | ---------------- | ---------------- | ---------------- | ---------------- | ---------------- | ---------------- | ---------------- | ---------------- | -------------- | -------------- | -------------- | -------------- | -------------- | -------------- | -------------- | -------------- | -------------- | -------------- | -------------- |
| 1989/90                                                                                  | Орландо    | 81               | 9                | 22,0             | 49,4             | 5,9              | 70,5             | 3,9              | 1,5              | 0,9              | 0,4              | 11,5             | Не участвовал  | Не участвовал  | Не участвовал  | Не участвовал  | Не участвовал  | Не участвовал  | Не участвовал  | Не участвовал  | Не участвовал  | Не участвовал  | Не участвовал  |
| 1990/91                                                                                  | Орландо    | 70               | 42               | 28,2             | 46,7             | 29,3             | 66,8             | 5,5              | 1,5              | 1,1              | 0,6              | 14,1             | Не участвовал  | Не участвовал  | Не участвовал  | Не участвовал  | Не участвовал  | Не участвовал  | Не участвовал  | Не участвовал  | Не участвовал  | Не участвовал  | Не участвовал  |
| 1991/92                                                                                  | Орландо    | 60               | 59               | 36,7             | 46,3             | 35,3             | 66,7             | 6,4              | 2,7              | 1,6              | 0,6              | 19,9             | Не участвовал  | Не участвовал  | Не участвовал  | Не участвовал  | Не участвовал  | Не участвовал  | Не участвовал  | Не участвовал  | Не участвовал  | Не участвовал  | Не участвовал  |
| 1992/93                                                                                  | Орландо    | 79               | 76               | 37,0             | 44,9             | 35,3             | 74,1             | 6,0              | 3,4              | 1,6              | 0,7              | 19,9             | Не участвовал  | Не участвовал  | Не участвовал  | Не участвовал  | Не участвовал  | Не участвовал  | Не участвовал  | Не участвовал  | Не участвовал  | Не участвовал  | Не участвовал  |
| 1993/94                                                                                  | Орландо    | 81               | 81               | 34,7             | 47,8             | 32,2             | 67,2             | 5,9              | 3,6              | 1,7              | 0,4              | 15,8             | 3              | 3              | 40,0           | 38,2           | 40,0           | 75,0           | 3,3            | 3,3            | 1,7            | 0,7            | 14,3           |
| 1994/95                                                                                  | Орландо    | 76               | 76               | 34,1             | 47,6             | 41,5             | 70,4             | 4,4              | 4,1              | 1,6              | 0,3              | 15,8             | 21             | 21             | 38,8           | 44,8           | 38,3           | 68,3           | 4,8            | 3,1            | 1,6            | 0,5            | 14,2           |
| 1995/96                                                                                  | Орландо    | 77               | 77               | 35,3             | 44,2             | 39,1             | 69,2             | 5,4              | 3,6              | 1,6              | 0,6              | 14,7             | 11             | 11             | 38,0           | 43,3           | 28,6           | 62,2           | 5,0            | 1,9            | 1,9            | 0,5            | 14,2           |
| 1996/97                                                                                  | Орландо    | 63               | 61               | 34,3             | 39,7             | 35,3             | 40,4             | 4,8              | 2,9              | 1,9              | 0,5              | 12,0             | 5              | 5              | 26,0           | 33,3           | 26,7           | 0,0            | 5,8            | 0,6            | 0,6            | 1,8            | 5,6            |
| 1997/98                                                                                  | Орландо    | 58               | 44               | 29,3             | 45,5             | 36,0             | 63,8             | 5,1              | 2,1              | 1,2              | 0,4              | 15,3             | Не участвовал  | Не участвовал  | Не участвовал  | Не участвовал  | Не участвовал  | Не участвовал  | Не участвовал  | Не участвовал  | Не участвовал  | Не участвовал  | Не участвовал  |
| 1998/99                                                                                  | Орландо    | 47               | 39               | 33,6             | 39,5             | 34,7             | 61,1             | 5,9              | 1,9              | 1,4              | 0,3              | 14,9             | 4              | 4              | 38,0           | 36,7           | 26,2           | 73,7           | 6,8            | 2,3            | 2,3            | 0,0            | 20,8           |
| 1999/00                                                                                  | Сакраменто | 72               | 72               | 29,1             | 39,1             | 33,2             | 48,7             | 4,7              | 1,7              | 1,3              | 0,2              | 10,8             | 5              | 5              | 26,4           | 32,4           | 35,0           | 87,5           | 3,4            | 0,4            | 0,2            | 0,6            | 7,2            |
| 2000/01                                                                                  | Сакраменто | 21               | 0                | 8,0              | 24,6             | 25,6             | -                | 1,2              | 0,6              | 0,5              | 0,2              | 1,8              | Не участвовал  | Не участвовал  | Не участвовал  | Не участвовал  | Не участвовал  | Не участвовал  | Не участвовал  | Не участвовал  | Не участвовал  | Не участвовал  | Не участвовал  |
| 2001/02                                                                                  | Мемфис     | 15               | 0                | 14,8             | 27,6             | 27,1             | 55,6             | 2,1              | 0,9              | 0,4              | 0,4              | 4,0              | Не участвовал  | Не участвовал  | Не участвовал  | Не участвовал  | Не участвовал  | Не участвовал  | Не участвовал  | Не участвовал  | Не участвовал  | Не участвовал  | Не участвовал  |
|                                                                                          | Всего      | 800              | 636              | 31,2             | 44,6             | 35,6             | 66,7             | 5,1              | 2,6              | 1,4              | 0,5              | 14,4             | 49             | 49             | 36,0           | 41,3           | 33,3           | 67,8           | 4,9            | 2,2            | 1,5            | 0,6            | 13,1           |
| Наведите курсор мыши на аббревиатуры в заголовке таблицы, чтобы прочесть их расшифровку. |            |                  |                  |                  |                  |                  |                  |                  |                  |                  |                  |                  |                |                |                |                |                |                |                |                |                |                |                |